# Apteroperla tikumana
Apteroperla tikumana är en bäcksländeart som först beskrevs av Uéno 1938.  Apteroperla tikumana ingår i släktet Apteroperla och familjen småbäcksländor. Inga underarter finns listade i Catalogue of Life.